# مقاطعة باسكو (فلوريدا)
مقاطعة باسكو هي مقاطعة في فلوريدا، بلغ عدد سكانها 464٬697  نسمة، في 2010، عاصمتها ديد سيتي، فلوريدا، تبلغ مساحتها 2٬248 كيلومتر مربع.

## الموقع
تشترك في الحدود مع:
- مقاطعة هيرناندو (فلوريدا)
- مقاطعة هيلزبورو
- مقاطعة بينيلاس.

## التقسيمات الإدارية
- ديد سيتي، فلوريدا.